# Isole per popolazione
Questa è una lista delle 50 isole più popolate del mondo.
La popolazione di tutte le isole del mondo è di oltre 730 milioni di abitanti, circa l'11% della popolazione mondiale. 
Nel caso in cui il nome dell'isola sia lo stesso del paese a cui appartiene politicamente, il dato della popolazione si riferisce solo all'isola in quanto tale e non all'intero paese. Per esempio, il dato sulla Gran Bretagna  comprende solo la popolazione di Inghilterra, Galles e Scozia, con esclusione dell'Irlanda del Nord e di altre isole minori, che non fanno parte dell'isola della Gran Bretagna. 
È esclusa da questa lista l'Australia, considerata per convenzione un continente. Se fosse invece considerata un'isola, sarebbe al settimo posto in questa lista.   

## Lista
- Nota: le prime cinque colonne sono ordinabili per mezzo dei pulsanti.

| #  | Isola             | Stato/i                      | Popolazione | Popolazione (stima 2016) | Anno |
| -- | ----------------- | ---------------------------- | ----------- | ------------------------ | ---- |
| 1  | Giava             | Indonesia                    | 130.667.000 | 132.668.000              | 2009 |
| 2  | Honshū            | Giappone                     | 103.000.000 | 107.000.000              | 2005 |
| 3  | Gran Bretagna     | Regno Unito                  | 58.900.000  | 60.600.000               | 2007 |
| 4  | Sumatra           | Indonesia                    | 46.797.000  | 47.800.000               | 2009 |
| 5  | Luzon             | Filippine                    | 46.228.000  | 48.250.000               | 2007 |
| 6  | Taiwan            | Taiwan                       | 23.232.125  | 26.244.125               | 2012 |
| 7  | Sri Lanka         | Sri Lanka                    | 20.700.000  | 22.700.000               | 2005 |
| 8  | Mindanao          | Filippine                    | 19.793.000  |                          | 2007 |
| 9  | Madagascar        | Madagascar                   | 18.600.000  | 19.700.000               | 2005 |
| 10 | Hispaniola        | Rep. Dominicana Haiti        | 17.400.000  | 18.400.000               | 2005 |
| 11 | Sulawesi          | Indonesia                    | 16.768.000  | 17.888.000               | 2009 |
| 12 | Borneo            | Indonesia Malaysia Brunei    | 16.000.000  | 17.000.000               | 2000 |
| 13 | Salsette          | India                        | 13.397.452  | 16.399.453               | 2001 |
| 14 | Kyūshū            | Giappone                     | 13.357.000  | 15.357.000               | 2005 |
| 15 | Cuba              | Cuba                         | 11.150.000  | 13.230.000               | 2007 |
| 16 | Hainan            | Cina                         | 7.620.000   | 8.550.000                | 2000 |
| 17 | Long Island       | Stati Uniti                  | 7.560.000   | 7.880.000                | 2007 |
| 18 | Nuova Guinea      | Indonesia Papua Nuova Guinea | 6.400.000   | 6.780.000                | 2000 |
| 19 | Hokkaidō          | Giappone                     | 5.637.000   | 6.240.000                | 2007 |
| 20 | Sicilia           | Italia                       | 5.117.000   | 6.080.000                | 2007 |
| 21 | Singapore         | Singapore                    | 5.076.700   | 5.630.000                | 2010 |
| 22 | Irlanda           | Irlanda Regno Unito          | 4.589.000   | 5.220.000                | 2007 |
| 23 | Negros            | Filippine                    | 4.102.000   | 4.500.000                | 2007 |
| 24 | Shikoku           | Giappone                     | 4.100.000   | 4.300.000                | 2005 |
| 25 | Porto Rico        | Stati Uniti                  | 3.940.000   | 4.222.000                | 2007 |
| 26 | Panay             | Filippine                    | 3.823.000   | 4.189.000                | 2007 |
| 27 | Madura            | Indonesia                    | 3.525.000   | 3.888.000                | 2005 |
| 28 | Bali              | Indonesia                    | 3.380.000   | 3.789.000                | 2005 |
| 29 | Cebu              | Filippine                    | 3.293.000   | 3.698.000                | 2007 |
| 30 | Isola del Nord    | Nuova Zelanda                | 3.059.000   | 3.380.000                | 2006 |
| 31 | Giamaica          | Giamaica                     | 2.650.000   | 3.100.000                | 2005 |
| 32 | Lombok            | Indonesia                    | 2.536.000   | 2.870.000                | 2004 |
| 33 | Zhongshan Dao     | Cina                         | 2.275.000   | 2.559.000                | 2002 |
| 34 | Selandia          | Danimarca                    | 2.275.000   | 2.489.000                | 2005 |
| 35 | Timor             | Indonesia Timor Est          | 2.220.000   | 2.409.000                | 2000 |
| 36 | Leyte             | Filippine                    | 2.113.000   | 2.400.000                | 2007 |
| 37 | Isola di Montréal | Canada                       | 1.854.442   | 2.100.000                | 2006 |
| 38 | Bhola             | Bangladesh                   | 1.675.000   | 1.898.000                | 2001 |
| 39 | Sardegna          | Italia                       | 1.659.000   | 1.800.000                | 2007 |
| 40 | Samar             | Filippine                    | 1.650.000   | 1.780.000                | 2007 |
| 41 | Manhattan         | Stati Uniti                  | 1.621.000   | 1.770.878                | 2007 |
| 42 | Flores            | Indonesia                    | 1.600.000   | 1.700.565                | 2003 |
| 43 | Sumbawa           | Indonesia                    | 1.540.000   | 1.689.000                | 2004 |
| 44 | São Luís          | Brasile                      | 1.380.000   | 1.676.000                | 2014 |
| 45 | Okinawa           | Giappone                     | 1.250.000   | 1.630.000                | 2005 |
| 46 | Mauritius         | Mauritius                    | 1.245.000   | 1.588.000                | 2005 |
| 47 | Bohol             | Filippine                    | 1.230.000   | 1.520.000                | 2007 |
| 48 | Hong Kong         | Cina                         | 1.180.591   | 1.489.000                | 2007 |
| 49 | Mindoro           | Filippine                    | 1.158.000   | 1.299.000                | 2007 |
| 50 | Cipro             | Cipro Regno Unito[2]         | 1.088.503   | 1.330.000                | 2010 |